# Lewis Sargent
Lewis Sargent (Los Angeles, 19 agosto 1903 – Hollywood, 19 novembre 1970) è stato un attore statunitense, noto come uno dei più celebrati "juvenile actors" del cinema muto.

## Biografia
Lewis Sargent nasce a Los Angeles nel 1903. Comincia a recitare da adolescente in film per ragazzi come Aladino e la lampada magica (1917), Treasure Island (1918) e Ali Baba and the Forty Thieves (1918). Nel 1920 è "Huckleberry Finn" nella prima versione del racconto di Mark Twain ad essere affidata ad un cast giovanile, assieme a Gordon Griffith ("Tom Sawyer") e Thelma Salter ("Becky"). Sempre nel 1920 offre un'altra convincente interpretazione, assieme a Ernest Butterworth Jr., come protagonista in The Soul of Youth, una pellicola che - sia pure con toni da commedia -  affronta il tema dell'abbandono e della delinquenza giovanile.
Ormai non più attore bambino, Sargent continua a impersonare ruoli giovanili. Nel 1922-23 è protagonista di Jimmy Flanagan, the Messenger Boy, una serial di cortometraggi comici, scritti e diretti da Scott Darling. Interpreta altri due serial di successo: Lew Wagner (1926-27) e The Record Breakers (1929-30). Gli vengono anche offerti ruoli di supporto in numerosi lungometraggi, a cominciare da Oliviero Twist (1922) con Jackie Coogan e Lon Chaney, The Call of the Wilderness (1926) ed altre pellicole di successo.
La sua carriera si protrae fino alla metà degli anni Trenta, quando interpreta il personaggio di "George" in The New Adventures of Tarzan (1935).
Abbandonato il mondo dello spettacolo, Sargent lavora per 20 anni come California State Probation Officer.
Muore nel 1970 al West Hospital di Hollywood, all'età di 67 anni. È sepolto al Valhalla Memorial Park a North Hollywood.

## Riconoscimenti
- Young Hollywood Hall of Fame (1920's)

## Filmografia (parziale)

### Lungometraggi

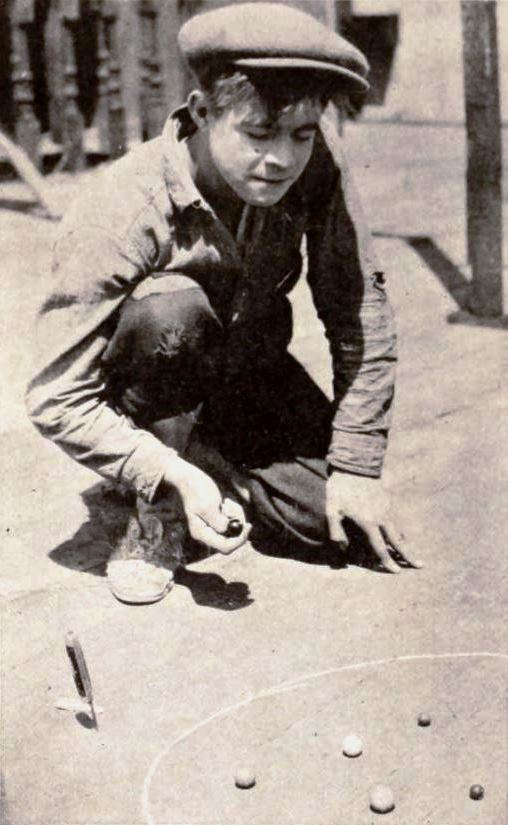
Lewis Sargent in The Soul of Youth (1920)

- Aladino e la lampada magica (Aladdin and the Wonderful Lamp), regia di Chester M. Franklin e Sidney Franklin (1917)
- Treasure Island, regia di Chester M. Franklin e Sidney Franklin (1918)
- Six Shooter Andy, regia di Sidney Franklin (1918)
- Ace High, regia di Lynn Reynolds (1918)
- Fan Fan, regia di Chester M. Franklin e Sidney A. Franklin (1918)
- Ali Baba and the Forty Thieves, regia di Chester M. Franklin e Sidney A. Franklin (1918)
- Miss Adventure, regia di Lynn Reynolds (1919)
- The Coming of the Law, regia di Arthur Rosson (1919)
- The Heart of Youth, regia di Robert G. Vignola (1919)
- Huckleberry Finn, regia di William Desmond Taylor (1920)
- The Soul of Youth, regia di William Desmond Taylor (1920)
- Just Around the Corner, regia di Frances Marion (1921)
- Oliviero Twist (Oliver Twist), regia di Frank Lloyd (1922)
- The Phantom Fortune, regia di Robert F. Hill (1923)
- The Wild Party, regia di Herbert Blaché (1923)
- Ridin' the Wind, regia di Del Andrews (1925)
- The Call of the Wilderness, regia di Jack Nelson (1926)
- A Million for Love, regia di Robert F. Hill (1928)
- South of Panama, regia di Charles J. Hunt (1928)
- The Clean-Up, regia di Bernard McEveety (1929)
- Campus Knights, regia di Albert H. Kelley (1929)
- One Splendid Hour, regia di Cliff Wheeler (1929)
- No More Children, regia di Albert H. Kelley (1929)
- The Man from New Mexico, regia di J.P. McGowan (1932)
- Crashin' Broadway, regia di John P. McCarthy (1932)
- Le nuove avventure di Tarzan (The New Adventures of Tarzan), regia di Edward Kull (1935)

### Cortometraggi
- Jimmy Flanagan, the Messenger Boy, serial cinematografico, regia di Scott Darling  (1922-23)

1. His First Job (1922)
2. Once to Every Boy (1922)
3. A Model Messenger (1922)
4. The Speed Boy (1922)
5. A Rip-Snoring Night (1922)
6. A Dog Gone Day (1922)
7. Aladdin Jr. (1922)
8. A Fool for Luck (1923)
9. The Great Pearl Hunt (1923)
10. Spuds (1923)
11. The Best Man (1923)
12. Whiskers (1923)
13. Maid to Order (1923)
14. Peanuts (1923)
15. Fortune's Wheel (1923)

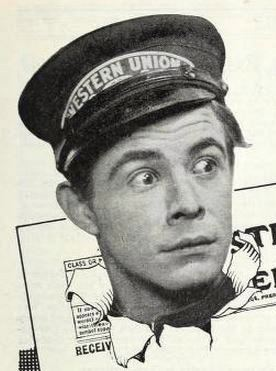
Lewis Sargent as Jimmy Flanagan, the Messenger Boy (1922-23)

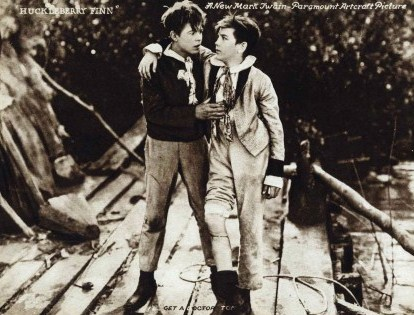
Lewis Sargent, con Gordon Griffith, in Huckleberry Finn (1920)

- Flip Flops, regia di Roy Del Ruth (1923)
- Benjamin Franklin, regia di Bryan Foy (1924)

- Lew Wagner, serial cinematografico, regia di Al Herman (1927)

1. Fighting Fool (1926)
2. Punches and Perfume (1926)
3. Look Out Below (1926)
4. Blue Back (1926)
5. Even Up (1926)
6. Try and Do It (1926)
7. A Polo Bear (1927)
8. The Speed Hound (1927)
9. Hot Tires (1927)
10. Weak Knees (1927)
11. Lost in a Pullman (1927)

- Ask Dad, regia di Sam Newfield (1927)
- All Set, regia di Harry Sweet (1928)
- Running Ragged, regia di Jules White (1928)
- Navy Beans, regia di Charles Lamont (1928)
- Jessie's James, regia di Al Herman (1928)

- The Record Breakers, serial cinematografico (1929-30)

1. As You Mike It, regia di Al Herman (1929)
2. Meet the Quince, regia di Al Herman (1929)
3. Love's Labor Found, regia di Al Herman (1929)
4. They Shall Not Pass Out, regia di Ralph Ceder (1929)
5. The Captain of His Roll, regia di Al Herman (1929)
6. The Sleeping Cutie, regia di Lewis R. Foster (1930)
7. Lost and Foundered, regia di Phil Whitman (1930)
8. Old Vamps for New, regia di Phil Whitman (1930)
9. The Setting Son, regia di Lewis R. Foster (1930)
10. The Dear Slayer, regia di Phil Whitman (1930)
11. Cash and Marry, regia di Lewis R. Foster (1930)
12. Land of the Sky Blue Daughters, regia di Lewis R. Foster (1930)
13. Eventually, But Not Now, regia di Ralph Ceder (1929)

- The Cannonball, regia di Del Lord e Mack Sennett (1931)
- Models and Wives, regia di Charles Lamont (1931)
- Doubling in the Quickies, regia di Babe Stafford (1932) - non accreditato
- Hollywood Trouble, regia di Jack Townley (1935) - non accreditato